# Val-de-Mercy
Val-de-Mercy és un municipi francès, situat al departament del Yonne i a la regió de Borgonya - Franc Comtat. L'any 2007 tenia 366 habitants.

## Demografia

### Població
El 2007 la població de fet de Val-de-Mercy era de 366 persones. Hi havia 148 famílies, de les quals 44 eren unipersonals (12 homes vivint sols i 32 dones vivint soles), 36 parelles sense fills, 56 parelles amb fills i 12 famílies monoparentals amb fills.
La població ha evolucionat segons el següent gràfic:
Habitants censats

### Habitatges
El 2007 hi havia 190 habitatges, 145 eren l'habitatge principal de la família, 17 eren segones residències i 27 estaven desocupats. 177 eren cases i 11 eren apartaments. Dels 145 habitatges principals, 117 estaven ocupats pels seus propietaris, 27 estaven llogats i ocupats pels llogaters i 1 estava cedit a títol gratuït; 9 tenien dues cambres, 16 en tenien tres, 42 en tenien quatre i 78 en tenien cinc o més. 125 habitatges disposaven pel capbaix d'una plaça de pàrquing. A 49 habitatges hi havia un automòbil i a 78 n'hi havia dos o més.

### Piràmide de població
La piràmide de població per edats i sexe el 2009 era:
| Homes | Edats   | Dones |
| ----- | ------- | ----- |
| 0     | 95 o +  | 0     |
| 4     | 90 a 94 | 0     |
| 0     | 85 a 89 | 4     |
| 0     | 80 a 84 | 0     |
| 4     | 75 a 79 | 4     |
| 8     | 70 a 74 | 16    |
| 0     | 65 a 69 | 4     |
| 8     | 60 a 64 | 4     |
| 4     | 55 a 59 | 12    |
| 4     | 50 a 54 | 12    |
| 36    | 45 a 49 | 8     |
| 12    | 40 a 44 | 28    |
| 16    | 35 a 39 | 16    |
| 8     | 30 a 34 | 24    |
| 4     | 25 a 29 | 4     |
| 24    | 20 a 24 | 12    |
| 20    | 15 a 19 | 16    |
| 16    | 10 a 14 | 20    |
| 8     | 5 a 9   | 4     |
| 12    | 0 a 4   | 12    |

## Economia
El 2007 la població en edat de treballar era de 239 persones, 184 eren actives i 55 eren inactives. De les 184 persones actives 173 estaven ocupades (90 homes i 83 dones) i 11 estaven aturades (5 homes i 6 dones). De les 55 persones inactives 22 estaven jubilades, 21 estaven estudiant i 12 estaven classificades com a «altres inactius».

### Ingressos
El 2009 a Val-de-Mercy hi havia 145 unitats fiscals que integraven 375 persones, la mediana anual d'ingressos fiscals per persona era de 19.337 €.

### Activitats econòmiques
Dels 7 establiments que hi havia el 2007, 1 era d'una empresa alimentària, 1 d'una empresa de construcció, 1 d'una empresa d'hostatgeria i restauració, 1 d'una empresa d'informació i comunicació, 1 d'una empresa financera, 1 d'una empresa de serveis i 1 d'una empresa classificada com a «altres activitats de serveis».
L'únic servei als particulars que hi havia el 2009 era un restaurant.
L'any 2000 a Val-de-Mercy hi havia 10 explotacions agrícoles que ocupaven un total de 510 hectàrees.

## Equipaments sanitaris i escolars
El 2009 hi havia una escola elemental.

## Poblacions més properes
El següent diagrama mostra les poblacions més properes.